# Красный Сокол (Ленинградская область)
Красный Сокол (до 1948 года Соккала, фин. Sokkala) — посёлок в Каменногорском городском поселении Выборгского района Ленинградской области.

## Название
Зимой 1948 года деревне Соккала было присвоено наименование Сокол по названию колхоза «Красный Сокол». В окончательном варианте, закрепленном указом Президиума ВС РСФСР от 1 октября 1948 года, название деревни было утверждено в форме – Красный Сокол.

## История

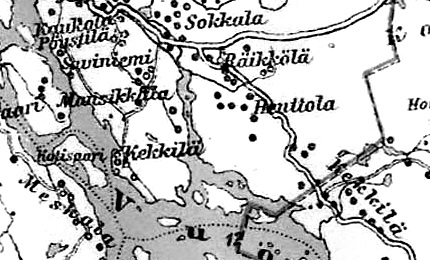
Деревня Соккала на финской карте 1923 года

До 1939 года деревня Соккала входила в состав волости Антреа Выборгской губернии Финляндской республики.
С 1 января 1940 года — в составе Карело-Финской ССР.
С 1 июля 1941 года по 31 мая 1944 года финская оккупация.
С 1 ноября 1944 года — в составе Антреаского сельсовета Яскинского района.
С 1 октября 1948 года учитывается административными данными как деревня Красный Сокол Красносокольского сельсовета Лесогорского района.
С 1 декабря 1960 года — в составе Выборгского района. 
В 1961 году население деревни составляло 190 человек. 
По данным 1966 и 1973 годов посёлок Красный Сокол входил в состав Красносокольского сельсовета и являлся его административным центром.
По данным 1990 года посёлок Красный Сокол являлся его административным центром Красносокольского сельсовета, в который входили 7 населённых пунктов общей численностью населения 591 человек. В самом посёлке Красный Сокол проживали 356 человек.
В 1997 году в посёлке Красный Сокол Красносокольской волости проживали 375 человек, в 2002 году — 351 человек (русские — 93 %), посёлок являлся административным центром волости.
В 2007 году в посёлке Красный Сокол Каменногорского ГП проживали 400 человек, в 2010 году — 385 человек.

## География
Посёлок расположен в северной части района на автодороге 41К-414 (Остров — Лазурное) в месте примыкания к ней автодороги 41К-446 (Красный Сокол — Боровинка).
Расстояние до административного центра поселения — 7 км. Расстояние до районного центра — 52 км. 
Расстояние до ближайшей железнодорожной станции Каменногорск I — 12 км. 
Через посёлок протекает Лесной ручей — левый приток реки Славянка.

## Демография
| 2007 | 2010 | 2017 | 2021 |
| ---- | ---- | ---- | ---- |
| 400  | ↘385 | ↗392 | ↗394 |

## Улицы
1-й Сосновый проезд, 2-й Сосновый проезд, Загорная, Малая, Мостовая, Славянская, Тихая, Хвойная, Центральная.